# Лень, Юрий Александрович
Юрий Александрович Лень (укр. Юрій Олександрович Лень; род. 30 июня 1965, Киев) — советский и украинский футболист, полузащитник. Позже — футбольный судья и тренер.

## Биография
Первый тренер — Николай Кирсанов. Начал карьеру футболиста в 1983 году выступая за аутсайдера Второй лиги СССР — черкасский «Днепр». В команде провёл полтора года, после чего перешёл в харьковский «Металлист», где играл за дублирующий состав.
С 1986 года по 1987 год являлся игроком киевского СКА. По итогам 1986 года команда стала третьей в финальном этапе Второй лиги, а уже в следующем сезоне вылетела из турнира заняв последнее место в таблице. Зимой 1988 года стал игроком ахтырского «Нефтяника». На сборах в Ялте Лень стал автором дубля в ворота берлинского «Униона». В сезоне 1989 года стал лучшим бомбардиром команды с 14 забитыми голами. За ахтырчан играл на протяжении двух лет и провёл более девяноста матчей. В 1990 году выступал за винницкую «Ниву» и хмельницкое «Подолье».
Выступал в последнем розыгрыше Второй низшей лиги за ровенский «Авангард», который по итогам сезона занял четвёртое место. Вместе с командой стал финалистом Кубка Украинской ССР, где «Авангард» уступил «Темпу» из Шепетовки. В следующем сезоне команда стала называться «Верес». Первый розыгрыш Первой лиги Украины завершился победой «Вереса» в группе «А» и выходом в Высшую лигу. Зимой 1993 года стал игроком кременчугского «Кремня». В октябре-ноябре 1994 года выступал за «Систему-Борекс» в Третьей лиге. После этого перешёл в луганское «Динамо», вместе с которым стал бронзовым призёром Второй лиги. Завершил карьеру в 1996 году в ровеньском «Авангард-Индустрии».
По окончания карьеры футболиста на стал футбольным судьёй. Вначале действовал в качестве лайнсмена. Работал на финальной игре любительского кубка Украины 1999 года. В 2001 году начал работать в качестве главного судьи на матчах Второй лиги. Провёл в этом качестве более шестидесяти игр.
Позже перешёл на работу детского тренера. Среди его воспитанников такие футболисты как Орест Кузык, Юрий Климчук, Александр Стеценко, Максим Казаков, Вячеслав Лухтанов, Артур Рудько.
В 2008 году тренировал группу 1992 года рождения. В декабре 2011 года был направлен на стажировку в амстердамский «Аякс». В 2012 году приводил своих подопечных к победе на турнире в Словакии и бронзовым наградам на Кубке Виктора Банникова.
В 2013 году тренировал команду «Динамо» 1999 года рождения. Киевляне становились третьими в детско-юношеской футбольной лиге Украины. Также в этом году приводил своих к подопечным ко серебряным наградам международных турниров в Москве и Риге. Был признан лучшим тренером на Кубке головы КГГА.
Летом 2014 года стал главным тренером юношеской команды до 19 лет. По итогам сезона 2014/15 его подопечные заняли второе место юношеском чемпионате Украины. В июне 2015 года покинул свой пост.
В январе 2016 года являлся главным тренером команды «Вишнёвое» на Мемориале Макарова. Летом 2016 года стал главным тренером любительской команды «Еднисть». С 2017 года работает в клубе «Арсенал-Киев», где возглавляет команду до 19 лет.